# LPCAT2
LPCAT2 (англ. Lysophosphatidylcholine acyltransferase 2) – білок, який кодується однойменним геном, розташованим у людей на 16-й хромосомі. Довжина поліпептидного ланцюга білка становить 544 амінокислот, а молекулярна маса — 60 208.
| 10         |  | 20         |  | 30         |  | 40         |  | 50         |
| ---------- |  | ---------- |  | ---------- |  | ---------- |  | ---------- |
| MSRCAQAAEV |  | AATVPGAGVG |  | NVGLRPPMVP |  | RQASFFPPPV |  | PNPFVQQTQI |
| GSARRVQIVL |  | LGIILLPIRV |  | LLVALILLLA |  | WPFAAISTVC |  | CPEKLTHPIT |
| GWRRKITQTA |  | LKFLGRAMFF |  | SMGFIVAVKG |  | KIASPLEAPV |  | FVAAPHSTFF |
| DGIACVVAGL |  | PSMVSRNENA |  | QVPLIGRLLR |  | AVQPVLVSRV |  | DPDSRKNTIN |
| EIIKRTTSGG |  | EWPQILVFPE |  | GTCTNRSCLI |  | TFKPGAFIPG |  | VPVQPVLLRY |
| PNKLDTVTWT |  | WQGYTFIQLC |  | MLTFCQLFTK |  | VEVEFMPVQV |  | PNDEEKNDPV |
| LFANKVRNLM |  | AEALGIPVTD |  | HTYEDCRLMI |  | SAGQLTLPME |  | AGLVEFTKIS |
| RKLKLDWDGV |  | RKHLDEYASI |  | ASSSKGGRIG |  | IEEFAKYLKL |  | PVSDVLRQLF |
| ALFDRNHDGS |  | IDFREYVIGL |  | AVLCNPSNTE |  | EIIQVAFKLF |  | DVDEDGYITE |
| EEFSTILQAS |  | LGVPDLDVSG |  | LFKEIAQGDS |  | ISYEEFKSFA |  | LKHPEYAKIF |
| TTYLDLQTCH |  | VFSLPKEVQT |  | TPSTASNKVS |  | PEKHEESTSD |  | KKDD       |

A: Аланін

C: Цистеїн

D: Аспарагінова кислота

E: Глутамінова кислота

F: Фенілаланін

G: Гліцин

H: Гістидин

I: Ізолейцин

K: Лізин

L: Лейцин

M: Метіонін

N: Аспарагін

P: Пролін

Q: Глутамін

R: Аргінін

S: Серин

T: Треонін

V: Валін

W: Триптофан

Кодований геном білок за функціями належить до трансфераз, ацилтрансфераз. 
Задіяний у таких біологічних процесах, як метаболізм ліпідів, біосинтез ліпідів, альтернативний сплайсинг. 
Білок має сайт для зв'язування з іонами металів, іоном кальцію. 
Локалізований у мембрані, ендоплазматичному ретикулумі, ліпідних краплях, апараті гольджі.